# Bailey (Karolina Północna)
Bailey – miasto w Stanach Zjednoczonych, w stanie Karolina Północna, w hrabstwie Nash.